# Arthur George
Sir Arthur Thomas George AO (* 17. Januar 1915 in Sydney als Athanasios Theodore Tzortzatos; † 4. September 2013) war ein australischer Rechtsanwalt. Er saß mehrere Jahre der Football Federation Australia sowie der Oceania Football Confederation vor und war Mitglied des FIFA-Exekutivkomitees.

## Werdegang
George entstammt der griechischen Kommune in Australien. Zwischen 1969 und 1988 war er Präsident des australischen Fußballverbandes. Unter seiner Leitung qualifizierte sich die australische Nationalmannschaft erstmals für eine Weltmeisterschaftsendrunde, als diese an de WM-Turnier 1974 teilnahm. Zudem wurde 1977 mit der National Soccer League die erste landesweite Meisterschaft aus der Taufe gehoben. Ab 1978 saß George als erster Australier im FIFA-Exekutivkomitee, zudem war er zeitweise Präsident der Oceania Football Confederation.
Im Juni 1972 wurde George als Knight Bachelor zum Ritter geschlagen. 1987 wurde er zum Officer des Order of Australia ernannt. 1994 erhielt er den FIFA Order of Merit.